# Exopatellina
Exopatellina es un género de foraminífero bentónico considerado un sinónimo posterior de Ashbrookia de la subfamilia Ashbrookinae, de la familia Placentulinidae, de la superfamilia Discorboidea, del suborden Rotaliina y del orden Rotaliida. Su especie tipo era Pseudopatellina compressa. Su rango cronoestratigráfico abarcaba el Holoceno.

## Clasificación
Exopatellina incluía a la siguiente especie:
- Exopatellina compressa